# Icaricia buchholzi
Icaricia buchholzi är en fjärilsart som beskrevs av Dos Passos 1938. Icaricia buchholzi ingår i släktet Icaricia och familjen juvelvingar. Inga underarter finns listade i Catalogue of Life.